# لاتین نوین
لاتین نوین (انگلیسی: Modern Latin) یا لاتین نو (New Latin) اصلاحی در جهت توصیف زنده‌سازی زبان لاتین در نوشتارهای علمی، نامگذاری واژگان علمی نو در زمینه‌هایی چون رده‌بندی گیاهان و دیگر جانداران است.
لاتین نوین سبکی از زبان لاتین نوشتاری است که در آثار ادبی، علمی و پژوهشی اصیل به کار گرفته می‌شد. این سبک ابتدا در ایتالیا و در طول رنسانس ایتالیایی قرن چهاردهم و پانزدهم و سپس پس از حدود سال ۱۵۰۰ در سراسر شمال اروپا، به عنوان ویژگی اصلی جنبش اومانیسم جای گرفت.
از طریق مقایسه با لاتین دوره کلاسیک، پژوهشگرانی از پترارک به بعد، استانداردی از لاتین را ترویج دادند که به لاتین رومیان باستان نزدیک‌تر بود، به ویژه در دستور زبان، سبک و نگارش. با این حال، اصطلاح نئو-لاتین بسیار دیرتر، احتمالاً در اواخر قرن هجدهم در آلمان به صورت Neulatein ابداع شد و در قرن نوزدهم به زبان فرانسوی و دیگر زبان‌ها گسترش یافت.
لاتین قرون وسطی از استاندارد کلاسیک کاملاً منحرف شده بود و تغییرات منطقه‌ای و تأثیر قابل توجهی از زبان‌های بومی را نشان می‌داد. نئو-لاتین تلاش می‌کند تا به آرمان لاتین طلایی، مطابق با شعار اومانیست‌ها یعنی ad fontes (بازگشت به سرچشمه‌ها)، بازگردد.
سبک جدید لاتین، ابتدا از طریق گسترش آموزش شهری در ایتالیا و سپس با ظهور چاپخانه و آموزش مدرن اولیه، در سراسر اروپا پذیرفته شد. لاتین هم به عنوان یک زبان گفتاری و هم نوشتاری، به عنوان وسیله آموزش در مدارس و دانشگاه‌ها آموخته می‌شد، در حالی که زبان‌های بومی هنوز به ندرت در چنین محیط‌هایی استفاده می‌شدند. به همین دلیل، لاتین بر انتشارات اولیه تسلط داشت و بخش قابل توجهی از آثار چاپی را تا اوایل قرن نوزدهم تشکیل می‌داد.
در پربارترین دوره نئو-لاتین، این زبان بر علم، فلسفه، حقوق، و الهیات تسلط داشت و برای تاریخ، ادبیات، نمایشنامه‌ها و شعر نیز اهمیت داشت. سبک‌های نوشتاری کلاسیک، از جمله رویکرد به بلاغت، وزن‌های شعری و ساختارهای نمایشی، احیا شده و در مورد موضوعات معاصر به کار گرفته شدند.
این زبان یک زبان فراگیر اروپایی برای انتشار دانش و ارتباط بین افرادی با زبان‌های بومی متفاوت در جمهوری ادبیات (Res Publica Litterarum) بود. حتی با کاهش اهمیت لاتین پس از سال ۱۶۵۰، این زبان برای ارتباطات بین‌المللی آثار حیاتی باقی ماند، و بسیاری از این آثار به جای نسخه‌های اصلی بومی، از طریق ترجمه به لاتین محبوبیت یافتند. این امر تا حد زیادی استفاده مداوم از لاتین را در کشورهای اسکاندیناوی و روسیه — مناطقی که هرگز به امپراتوری روم تعلق نداشتند — برای انتشار دانش تا اوایل قرن نوزدهم توضیح می‌دهد.
لاتین نو شامل واژه‌سازی گسترده‌ای بود. نام‌گذاری‌های علمی و فنی مدرن، مانند طبقه‌بندی‌های جانورشناسی و گیاه‌شناسی و واژگان علمی بین‌المللی، به‌طور گسترده‌ای از این واژگان جدید، اغلب به شکل ترکیبات کلاسیک یا نئوکلاسیک، بهره می‌بردند. بخش‌های بزرگی از این واژگان جدید لاتین به زبان‌های انگلیسی، فرانسوی و چندین زبان ژرمنی، به ویژه از طریق نئو-لاتین، نفوذ کرده است.
در قرن هجدهم، لاتین به‌طور فزاینده‌ای به عنوان یک زبان نوشتاری و خواندنی آموخته می‌شد و تأکید کمتری بر روان بودن شفاهی آن بود. در حالی که هنوز بر آموزش تسلط داشت، موقعیت آن در کنار یونانی به‌طور فزاینده‌ای مورد حمله قرار گرفت و شروع به تضعیف کرد. در قرن نوزدهم، آموزش لاتین (و یونانی) بیشتر بر خواندن و دستور زبان متمرکز شد و به عنوان یک موضوع به «کلاسیک‌ها» تبدیل شد، هرچند اغلب همچنان بر برنامه درسی مدارس، به ویژه برای دانش‌آموزانی که قصد ورود به دانشگاه را داشتند، تسلط داشت. یادگیری به تدریج از سرودن شعر و سایر مهارت‌های نوشتاری دور شد. به عنوان یک زبان، استفاده از آن به‌طور فزاینده‌ای به خارج از تفاسیر کلاسیک و سایر متون تخصصی، منفعل شد.

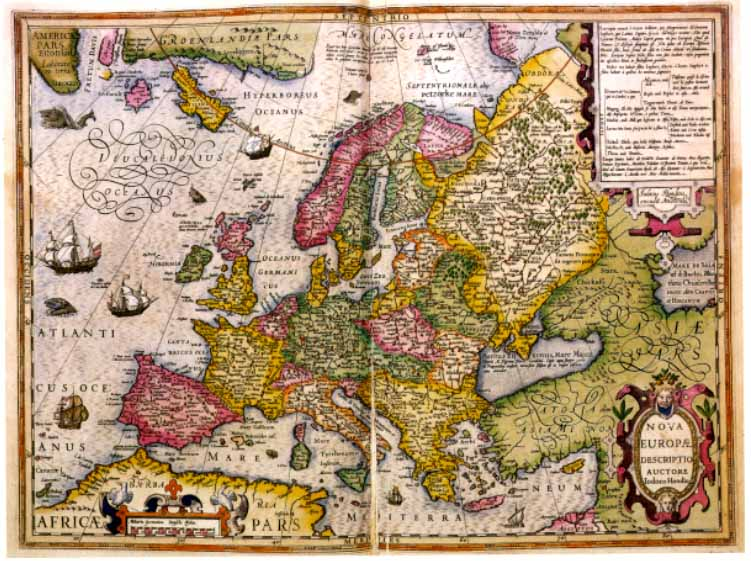
یودوکوس هوندیوس، نقشه‌نگار، در سال ۱۶۱۹ نقشه‌ای با عنوان "Nova Europae Descriptio" (توصیفی جدید از اروپا) با باکارگیری لاتین نوین ترسیم کرد.

لاتین در اروپای شرقی و اسکاندیناوی برای مدت طولانی‌تری به‌طور فعال مورد استفاده قرار گرفت. در لهستان، از آن به عنوان وسیله‌ای برای اداره حکومت محلی استفاده می‌شد. این امر شامل بخش‌هایی از لهستان که توسط آلمان جذب شده بودند نیز می‌شد. لاتین به عنوان یک زبان مشترک بین بخش‌هایی از امپراتوری اتریش، به ویژه مجارستان و کرواسی، حداقل تا دهه ۱۸۲۰ استفاده می‌شد. کرواسی سنت شعر لاتین را در طول قرن نوزدهم حفظ کرد. لاتین همچنین زبان کلیسای کاتولیک و مناظره‌های شفاهی در سطح بالا در کنفرانس‌های بین‌المللی تا اواسط قرن بیستم باقی ماند.
با گذشت زمان، و به ویژه در مراحل پایانی، پس از آنکه ارزش عملی آن به شدت کاهش یافت، آموزشی که تأکید زیادی بر لاتین و یونانی داشت، با نخبه‌گرایی و به عنوان یک مانع طبقاتی عمدی برای ورود به مؤسسات آموزشی مرتبط شد.
لاتین پساکلاسیک، شامل لاتین قرون وسطی، رنسانس و نئو-لاتین، بخش اعظم خروجی موجود لاتین را تشکیل می‌دهد که بیش از ۹۹٫۹۹٪ از کل آن تخمین زده می‌شود. با توجه به حجم تولید و اهمیت لاتین، عدم توجه به آن برای بسیاری از محققان تعجب‌آور است. با این حال، این روند طولانی است و به اواخر قرن هجدهم و نوزدهم بازمی‌گردد، زمانی که متون نئو-لاتین به عنوان غیرکلاسیک مورد بی‌توجهی قرار گرفتند. دلایل آن می‌تواند شامل اعتقاد فزاینده در این دوره به برتری ادبیات بومی و این ایده باشد که تنها نوشتن به زبان مادری می‌تواند به تولید آثار حقیقتاً خلاقانه منجر شود، که در ناسیونالیسم و رمانتیسیسم یافت می‌شد. اخیراً، کمبود متخصصان آموزش‌دیده لاتین نیز به این موانع افزوده است.
از سال ۱۹۷۰ به بعد، توجه آکادمیک بیشتری به مطالعات نئو-لاتین معطوف شده و نقش و تأثیر خروجی لاتین در این دوره مجدداً در حال ارزیابی است. به جای اینکه ادبیات نئو-لاتین به عنوان ضمیمه‌ای برای اشکال لاتین کلاسیک، یا یک خروجی فرهنگی منزوی، مشتق‌شده و اکنون عمدتاً بی‌ربط در نظر گرفته شود، به عنوان یک بستر حیاتی برای درک فرهنگ‌های بومی در دوره‌هایی که لاتین استفاده تولیدی گسترده‌ای داشت، دیده می‌شود. علاوه بر این، مطالعات پذیرش کلاسیک شروع به ارزیابی روش‌های متفاوتی کرده‌اند که فرهنگ کلاسیک در ملت‌ها و زمان‌های مختلف درک می‌شده است.